# Cetis
Cetis – polski herb szlachecki z nobilitacji.

## Opis herbu
Na tarczy dzielonej w pas w polu górnym, czerwonym nałęczka srebrna.
W polu dolnym, błękitnym, ciołek czerwony.
Brak informacji o klejnocie czy labrach.

## Najwcześniejsze wzmianki
Nadany 12 kwietnia 1589 Janowi Cetis żupnikowi krakowskiemu.

## Herbowni
Cetis.